# Scott LaFaro
Rocco Scott LaFaro (Newark, 3 aprile 1936 – Flint, 6 luglio 1961) è stato un bassista statunitense di genere jazz.

## Biografia
Scott LaFaro nacque a Newark, in New Jersey, in una famiglia di musicisti di origini calabresi: suo nonno Rocco Lofaro, nato a Cannitello e vissuto a Siderno, era emigrato negli Stati Uniti alla fine dell'Ottocento, suo padre Joseph fu violinista per numerose Big Band degli anni venti tra cui quelle di Paul Whiteman e di Jimmy e Tommy Dorsey, e si trasferì a Geneva per dirigere un gruppo che suonava nei locali della città.
LaFaro dimostrò interesse per la musica sin da bambino: cominciò lo studio del pianoforte all'età di dieci anni e quando entrò alle scuole superiori, nel 1950, sapeva già suonare discretamente il sax tenore e il clarinetto basso. Il suo interesse per il contrabbasso nacque in quegli anni: Scott chiese alla bassista della banda del college, Gail Brown se potesse vedere il suo strumento, e imparare alcune sequenze armoniche.
Scott continuò comunque a suonare il sax fin quando ebbe un incidente durante una partita di baseball nel 1953: si procurò un taglio sul labbro, che fu necessario suturare. Scott credette che questo infortunio gli avrebbe impedito di continuare proficuamente la carriera di sassofonista (il suo modello era Lee Konitz). Ma dopo alcuni mesi gli capitò di sentire suonare in un club locale Leroy Vinnegar: ciò ravvivò il suo interesse verso il basso, e portò avanti lo studio di questo strumento, tanto che al tempo del diploma, nel 1954, LaFaro era già un musicista attivo nei night club dell'area, suonando a volte il sax tenore, a volte il contrabbasso.
Dopo un breve soggiorno all'Itaca College, si unì alla band di Buddy Morrow, con cui rimase fino al settembre del 1956. Poco dopo si unì alla band di Chet Baker, nella quale strinse amicizia con il batterista Larance Marable. Quando il gruppo di Chet Baker si esibì a New York nei primi mesi del 1957, l'abilità di Scott impressionò favorevolmente Victor Feldman, tanto che un anno dopo LaFaro sarebbe stato il bassista di Feldman nel suo primo album americano.
Dopo aver lasciato la band di Baker, LaFaro si trasferì a Los Angeles, dove studiò con Herb Geller per diversi mesi. (“Non riuscivo a trovare lavoro, e comunque avevo bisogno di esercitarmi”, disse allora). Il suo destino mutò completamente nel 1958: la sua performance sull'album The Arrival di Victor Feldman lo rese famoso e lo portò a suonare con Hampton Hawes e Stan Getz. Passò un breve periodo anche con Paul Bley, insieme al quale suonò per la prima volta con Ornette Coleman, e in un paio di occasioni anche con Thelonious Monk.
Dopo numerosi ingaggi con musicisti del calibro di Percy Heath, Stan Kenton e Benny Goodman, nel 1959 si unì al pianista Bill Evans che aveva da poco lasciato il quintetto di Miles Davis A loro si aggiunse anche il batterista Paul Motian, e insieme formarono quello che molti considerano uno dei più grandi gruppi jazz mai esistiti, il Bill Evans Trio. Quello che stupiva era il rapporto tra LaFaro ed Evans: Scott improvvisava praticamente tutto il tempo, non soltanto negli assolo. Evans lo ascoltava attentamente e gli rispondeva. Con Evans, LaFaro registrò alcuni album di livello notevole, come Portrait in Jazz ed Explorations. Parallelamente, iniziò anche la collaborazione con Ornette Coleman, che nel 1960 lo chiamò per l'incisione di Free Jazz, uno dei suoi capolavori, e nell'album successivo, “Ornette!”.
L'anno seguente fu il più prolifico e frenetico della sua carriera. LaFaro era contemporaneamente occupato con Getz, Evans e Coleman. Nel giugno del 1961 ci fu una memorabile serie di concerti del Bill Evans Trio al Village Vanguard a New York, che fu interamente registrata; ne nacquero due album, Waltz for Debby e Sunday at the Village Vanguard, una delle più grandi testimonianze della bravura di LaFaro e dell'incredibile unione tra i musicisti del trio. Il 3 luglio LaFaro suonò a Newport con Stan Getz; sarebbe stato il suo ultimo concerto. Il 5 luglio fece visita alla madre a Geneva e rimase fino a tardi. La madre tentò di persuaderlo a rimanere a dormire ma egli rifiutò perché voleva tornare a New York. Nelle prime ore del 6 di luglio, Frank Ottley e Scott LaFaro morirono quando la loro auto uscì di strada, colpì in pieno un albero e prese fuoco. Bill Evans ne fu così scosso che non suonò in pubblico per quasi un anno.

## Stile ed influenza
Anche se non registrò mai come leader, e apparve in meno di venti album, Scott LaFaro è probabilmente il bassista più influente degli ultimi 50 anni. Fu lui a portare il contrabbasso via dal suo ruolo di mero accompagnamento (analogamente a quanto farà, circa un decennio dopo, Jaco Pastorius per il basso elettrico). L'utilizzo incondizionato di materiale melodico, la precisione d'intonazione e la ricchezza del vocabolario improvvisativo erano le caratteristiche salienti della sua personalità musicale. Fu quando LaFaro si unì al suo gruppo che Bill Evans mise a punto la sua teoria della ”composizione simultanea”, uno stile che non solo influenzò tutte le successive formazioni del Bill Evans Trio, ma il modo stesso di suonare del trio jazzistico.
Probabilmente nessun musicista ha avuto un tale impatto sulla tecnica del proprio strumento quanto lui a una così giovane età.
Il suo stile influenzò tutta la generazione di contrabbassisti jazz successivi, tra cui Gary Peacock ed Eddie Gomez (con cui Evans avrebbe suonato per ben 11 anni, dal 1966 al 1977.)

## Strumento
LaFaro era solito suonare un contrabbasso Prescott, del 1825 c.a. con tradizionale forma a "busetto".